# Аустралија на Светском првенству у атлетици на отвореном 2015.
Аустралија је на Светском првенству у атлетици на отвореном 2015. одржаном у Пекингу од 22. до 30. августа, учествовала петнаести пут, односно учествовала је на свим првенствима до данас. Репрезентацију Аустралије представљала су 43 такмичара (16 мушкараца и 27 жена) у 27 атлетске дисциплине (11 мушких и 16 женских).,
На овом првенству Аустралија је освојила две сребрне медаље. Овим успехом Аустралијска атлетска репрезентација је у укупном пласману освајача медаља делила 20. место од 43 земље које су освајале медеље.. Поред тога оборен је један лични рекорди и постигнуто 10 најбољих личних резултата сезоне.
У табели успешности (према броју и пласману такмичара који су учествовали у финалним такмичењима (првих 8 такмичара)) Аустралија је са 5 учесника у финалу заузела 18. место са 19 бодова. По овом основу бодове су добили представници 68 земаља од 207 земаља које су учествовале на првенству.
| Плас. | Земља      | 1. место | 2. место | 3. место | 4. место | 5. место | 6. место | 7. место | 8. место | Бр. финал. | Бод. |
| ----- | ---------- | -------- | -------- | -------- | -------- | -------- | -------- | -------- | -------- | ---------- | ---- |
| 18.   | Аустралија | 0        | 2        | 0        | 0        | 0        | 1        | 0        | 2        | 5          | 19   |

## Учесници
| Дисциплина       | Спортисти                                | Спортисти                                             |
| Дисциплина       | Мушкарци                                 | Жене                                                  |
| ---------------- | ---------------------------------------- | ----------------------------------------------------- |
| 100 м            |                                          | Мелиса Брин                                           |
| 200 м            |                                          | Ела Нелсон                                            |
| 400 м            |                                          | Anneliese Rubie                                       |
| 800 м            | Џефри Рајзли Џошуа Ралф                  | -                                                     |
| 1.500 м          | Рајан Грегсон                            | Мелиса Данкан Heidi See                               |
| 5.000 м          | Колис Бирмингем Брет Робинсон            | Медлин Хајнер Елоиз Велингс                           |
| Маратон          | -                                        | Снејд Дајвер Џулија Деган Сара Клајн                  |
| 100 м препоне    | —                                        | Мишел Џенеке                                          |
| 110 м препоне    | Nicholas Hough                           | —                                                     |
| 400 м препоне    | -                                        | Лорен Велс                                            |
| 3.000 м препреке | Џејмс Ниперес                            | Медлин Хајнер² Genevieve LaCaze Викторија Мичел       |
| 20 км ходање     | Крис Ериксон Џаред Талент Дејн Бирд-Смит | Кели Рудик Беки Смит Рејчел Талент                    |
| 50 км ходање     | Крис Ериксон² Џаред Талент²              | -                                                     |
| 4 x 400 м        | -                                        | Anneliese Rubie² Џесика Гули Лорен Велс² Морган Мичел |

| Дисциплина   | Спортисти                 | Спортисти                                    |
| Дисциплина   | Мушкарци                  | Жене                                         |
| ------------ | ------------------------- | -------------------------------------------- |
| Скок увис    | Џоел Бејден Брендон Старц | Еленор Патерсон                              |
| Скок мотком  | -                         | Алана Бојд Нина Кенеди                       |
| Скок удаљ    | Фабрис Лапијер            | Брук Стартон                                 |
| Бацање диска | Бен Харадин Julian Wruck  | Дани Самјуелс                                |
| Бацање копља | Хамиш Пикок               | Кимберл Микл Кетрин Мичел Kelsey-Lee Roberts |

## Освајачи медаља

### Сребро (2)
- Фабрис Лапијер — скок удаљ
- Џаред Талент — 50 км ходање

## Резултати

### Мушкарци
| Атлетичар       | Дисциплина       | Лични рекорд | Група       | Група         | Полуфинале           | Полуфинале          | Финале              | Финале        | Детаљи |
| Атлетичар       | Дисциплина       | Лични рекорд | Резултат    | Место         | Резултат             | Место               | Резултат            | Место         | Детаљи |
| --------------- | ---------------- | ------------ | ----------- | ------------- | -------------------- | ------------------- | ------------------- | ------------- | ------ |
| Џошуа Ралф      | 800 м            | 1:45,79      | 1:48.90     | 5. у гр. 1    | Није се квалификово  | Није се квалификово | Није се квалификово | 35. / 44 (45) |        |
| Џефри Рајзли    | 800 м            | 1:44,48      | 1:46.79     | 3. у гр. 3 КВ | Није стартовао       | Није стартовао      | Није завршио        | Није завршио  |        |
| Рајан Грегсон   | 1.500 м          | 3:31,06 НР   | 3:43.54     | 7. у гр. 1    | Није се пласирао     | Није се пласирао    | Није се пласирао    | 29 / 40 (41)  |        |
| Брет Робинсон   | 5.000 м          | 13:18,96     | 13:49.63    | 10. у гр. 1   |                      |                     | Није се пласирао    | 25 / 39 (41)  |        |
| Колис Бирмингем | 5.000 м          | 13:09,57     | 13:34.58    | 15. у гр. 2   | 15 / 39 (41)         |                     | Није се пласирао    |               |        |
| Nicholas Hough  | 110 м препоне    | 13,42        | 13,69       | 6. у гр. 4    | Није се пласирао     | Није се пласирао    | Није се пласирао    | 28 / 37 (42)  |        |
| Џејмс Ниперес   | 3.000 м препреке | 8:34,64      | 8:56,01     | 13. у гр. 1   |                      |                     | Није се пласирао    | 33 / 38 (42)  |        |
| Дејн Бирд-Смит  | 20 км ходање     | 1:22:03      |             |               |                      |                     | 1:21:37             | 8 / 50 (61)   |        |
| Џаред Талент    | 20 км ходање     | 1:19:15      | 1:24:19     | 26 / 50 (61)  |                      |                     |                     |               |        |
| Крис Ериксон    | 20 км ходање     | 1:22:08      | 1:25:15     | 32 / 50 (61)  |                      |                     |                     |               |        |
| Крис Ериксон²   | 50 км ходање     | 3:49:33      | 3:51:26     | 13. / 38 (54) |                      |                     |                     |               |        |
| Џаред Талент²   | 50 км ходање     | 3:36:53      | 3:42:17 ЛРС |               |                      |                     |                     |               |        |
| Брендон Старц   | Скок увис        | 2,30         | 2,31 ЛР     | 3. у гр. А КВ |                      |                     | 2,25                | 10 / 39 (41)  |        |
| Џоел Бејден     | Скок увис        | 2,29         | 2,26 ЛРС    | 10 у гр. Б    | Није се пласирао     | 21 / 39 (41)        |                     |               |        |
| Фабрис Лапјер   | Скок удаљ        | 8,40         | 8,03        | 7 у гр. Б     | 8,24 ЛРС             |                     |                     |               |        |
| Бен Харадин     | Бацање диска     | 68,20 НР     | 62,48       | 5 у гр. Б кв  | 62,05                | 10. / 30 (31)       |                     |               |        |
| Julian Wruck    | Бацање диска     | 68,16        | 62,63       | 7. у гр. А кв | 60,01                | 12. / 30 (31)       |                     |               |        |
| Хамиш Пикок     | Бацање копља     | 83,31        | 79,37       | 7. у гр. А    | Није се квалификовао | 18. / 33            |                     |               |        |

- Атлетичари у штафетама означени бројем учествовали су у још некој дисциплини.

### Жене
| Атлетичарка                                          | Дисциплина       | Лични рекорд | Квалификације               | Квалификације               | Полуфинале            | Полуфинале            | Финале                | Финале        | Детаљи |
| Атлетичарка                                          | Дисциплина       | Лични рекорд | Резултат                    | Место                       | Резултат              | Место                 | Резултат              | Место         | Детаљи |
| ---------------------------------------------------- | ---------------- | ------------ | --------------------------- | --------------------------- | --------------------- | --------------------- | --------------------- | ------------- | ------ |
| Мелиса Брин                                          | 100 м            | 11,11        | 11,61                       | 6. у гр. 2                  | Није се квалификовала | Није се квалификовала | Није се квалификовала | 41. / 52 (54) |        |
| Ела Нелсон                                           | 200 м            | 23,04        | 23,33                       | 5 у гр. 1                   | Није се квалификовала | Није се квалификовала | Није се квалификовала | 38. / 49 (51) |        |
| Anneliese Rubie                                      | 400 м            | 52,20        | 51,69 ЛР                    | 5 у гр. 1 кв                | 52,04                 | 7 у пф. 1             | Није се квалификовала | 22. / 40 (42) |        |
| Мелиса Данкан                                        | 1.500 м          | 4:05,56      | 4:09,29                     | 11. у гр. 1                 |                       |                       | Није се квалификовала | 20. / 34 (35) |        |
| Медлин Хајнер                                        | 5.000 м          | 15:11,17     | 15:47,97 ЛРС                | 9 у гр. 1                   | Није се квалификовала | 16. / 24 (27)         |                       |               |        |
| Елоиз Велингс                                        | 5.000 м          | 14:54,11     | 15:26,67 ЛРС                | 5. у гр. 2 КВ               | 15:09,62              | 10. / / 24 (27)       |                       |               |        |
| Мишел Џенеке                                         | 100 м препоне    | 12,82        | 13,02                       | 4. у гр. 2 КВ               | 13.01                 | 6. у пф. 2            | Није се квалификовала | 18. / 37      |        |
| Лорен Велс                                           | 400 м препоне    | 55,08        | 55,65 ЛРС                   | 2. у гр. 4 КВ               | 56,04                 | 4. у пф. 4            | Није се квалификовала | 14. / 35 (37) |        |
| Медлин Хајнер²                                       | 3.000 м препреке | 9:21,56      | 9:30,79                     | 4 у гр. 1                   |                       |                       | Нису се квалификовале | 16. / 42 (45) |        |
| Genevieve LaCaze                                     | 3.000 м препреке | 9:33,19      | 9:39,35                     | 7 у гр. 3                   | 22. / 42 (45)         |                       | Нису се квалификовале |               |        |
| Викторија Мичел                                      | 3.000 м препреке | 9:30,84      | 9:43,73                     | 11. у гр. 2                 | 26. / 42 (45)         |                       | Нису се квалификовале |               |        |
| Anneliese Rubie Џесика Гули Лорен Велс² Морган Мичел | 4 х 400 м        | 3:18,38 НР   | 3:28,61 НРС                 | 6. у гр. 1                  | Нису се квалификовале | 12. / 16              |                       |               |        |
| Џулија Деган                                         | Маратон          | 2:43:52      |                             |                             |                       |                       | 2:49:26 ЛРС           | 46. / 52 (67) |        |
| Снејд Дајвер                                         | Маратон          | 2:34:15      | 2:36:38 ЛРС                 | 21. / 52 (67)               |                       |                       |                       |               |        |
| Сара Клајн                                           | Маратон          | 2:35:21      | 2:37:58 ЛРС                 | 23. / 52 (67)               |                       |                       |                       |               |        |
| Кели Рудик                                           | 20 км ходање     | 1:33:15      | Није стартовала             | Није стартовала             |                       |                       |                       |               |        |
| Беки Смит                                            | 20 км ходање     | 1:30:24      | Дисквалификована (15—20 км) | Дисквалификована (15—20 км) |                       |                       |                       |               |        |
| Рејчел Талент                                        | 20 км ходање     | 1:34:53      | 1:36:27                     | 34. /42 (50)                |                       |                       |                       |               |        |
| Еленор Патерсон                                      | Скок увис        | 1,96         | 1,92                        | 4. у гр. Б кв               |                       |                       | 1,92                  | 8 / 26 (30)   |        |
| Алана Бојд                                           | Скок мотком      | 4,76         | 4,55                        | 7. у гр. Б кв               | 4,60                  | 11. / 15 (28)         |                       |               |        |
| Нина Кенеди                                          | Скок мотком      | 5,59         | БП                          | БП                          | БП                    | БП                    | БП                    | БП            |        |
| Брук Стартон                                         | Скок удаљ        | 6,73         | 6,64                        | 7. у гр. А                  | Није се квалификовала | 14. / 31 (34)         |                       |               |        |
| Дани Самјуелс                                        | Бацање диска     | 67,99        | 62,01                       | 4. у гр. А кв               | 63,14                 | 6. / 31               |                       |               |        |
| Кимберли Микл                                        | Бацање копља     | 66,83 НР     | 59,83                       | 11. у гр. 2                 | Није се квалификовала | 22. / 32              |                       |               |        |
| Кетрин Мичел                                         | Бацање копља     | 66,10        | 61,04                       | 9. у гр. 2                  | Није се квалификовала | 17. / 32              |                       |               |        |
| Келси-Ли Робертс                                     | Бацање копља     | 63,92        | 60,18                       | 10 у гр. 1                  | Није се квалификовала | 20. / 32              |                       |               |        |